# Alosa maeotica
Alosa maeotica је зракоперка из реда Clupeiformes и фамилије Clupeidae.

## Угроженост
Ова врста је наведена као последња брига, јер има широко распрострањење и честа је врста.

## Распрострањење
Ареал врсте покрива средњи број држава. 
Врста има станиште у Русији, Румунији, Украјини, Турској, Бугарској и Грузији.

## Станиште
Станишта врсте су речни екосистеми и слатководна подручја. 
Врста је присутна на подручју Црног мора.